# Дом-музей Николая Лысенко
Музей Николая Лысенко — один из музеев выдающихся деятелей украинской культуры, расположенный в бывшем доме учителя Николая Гвоздика, где украинский композитор Николай Витальевич Лысенко снимал 2-й этаж с августа 1894 по ноябрь 1912 (Киев, улица Саксаганского, 95-б).

## История
Семья украинского композитора занимала 2-й этаж дома (1894 года застройки, архитектор Хойнацкий). Именно здесь Лысенко проживал с 1894 года до самой смерти в 1912. На втором этаже оборудована мемориальная зона музея.
Экспозиция музея работает с 1980 года. (До 1987 — в составе Государственного музея театрального, музыкального и киноискусства Украины).

## Экспозиция

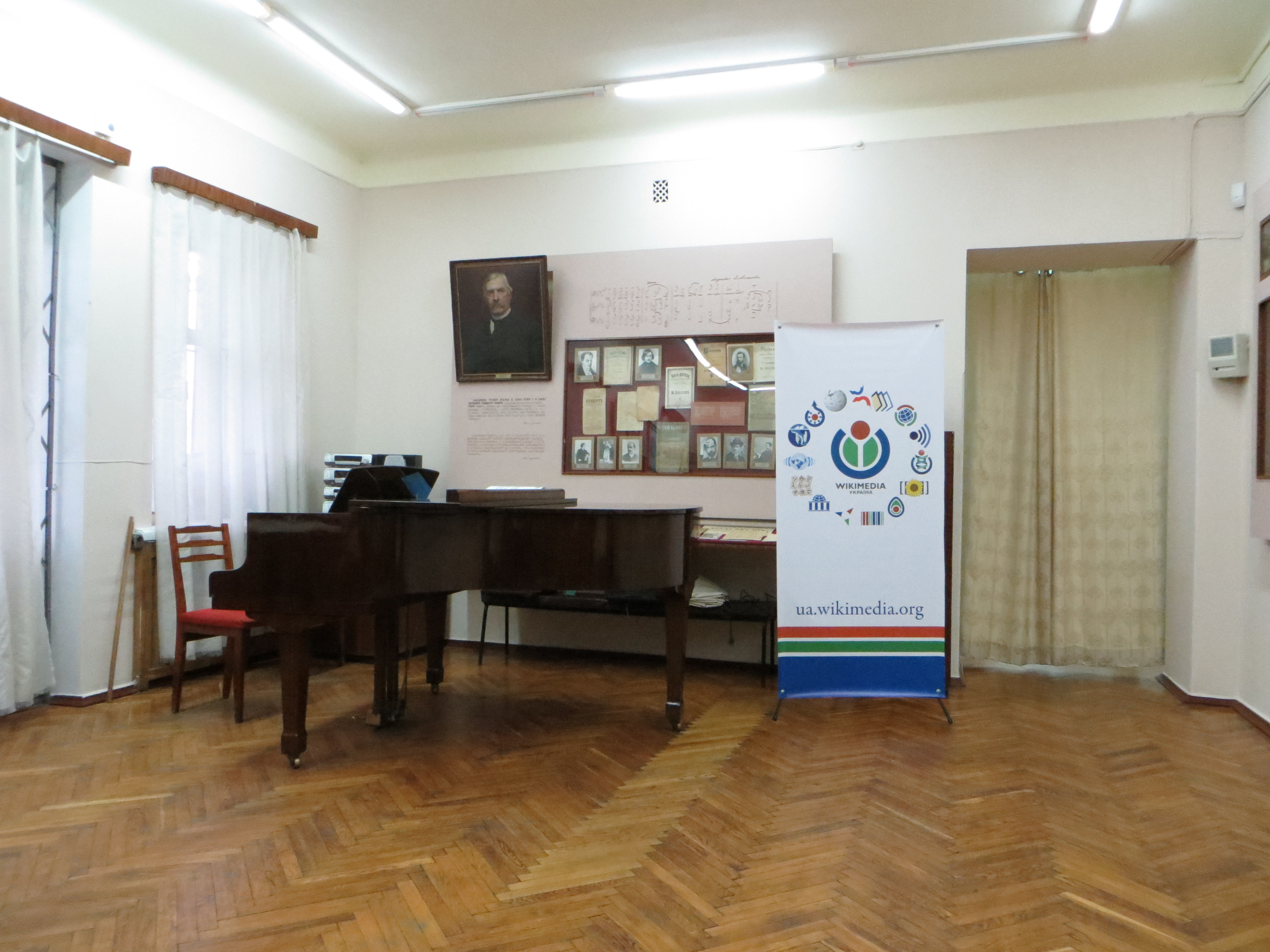
Второй этаж музея Николая Лысенко

Первый этаж, с которого начинается осмотр музея, посвящён творчеству композитора. В основе фондовой коллекции музея есть личный творческий архив композитора, переданный из Кабинета-музея Н. В. Лысенко при Киевской государственной консерватории (сейчас — Национальная музыкальная академия Украины им. П. И. Чайковского), экспонаты Театрального музея, а также подаренные потомками композитора.
В мемориальной гостиной представлены концертный рояль фирмы «Блютнер» и портрет Н.Лысенко Осипа Куриласа.
На втором этаже расположен рабочий кабинет композитора, где хранится большинство мемориальной мебели и личных вещей Лысенко, воссоздано согласно документальными фотографиями. Среди личных вещей — инкрустированная перламутром дирижёрская палочка Лысенко, серебряные лавровые венки, подаренные композитору на юбилеи.
Восстановлено аутентичный паркет, лепнину, сохранены кафельные печки. На стенах размещены украинские народные музыкальные инструменты из коллекции Лысенко: колесную лиру, торбан, цимбалы, кобза. Здесь Николай Лысенко работал над операми «Тарас Бульба», «Энеида», «Ноктюрн», над последние выпусками «Музыки к „Кобзарю“», обработками народных песен, самыми известными фортепианными миниатюрами.

## Концерты

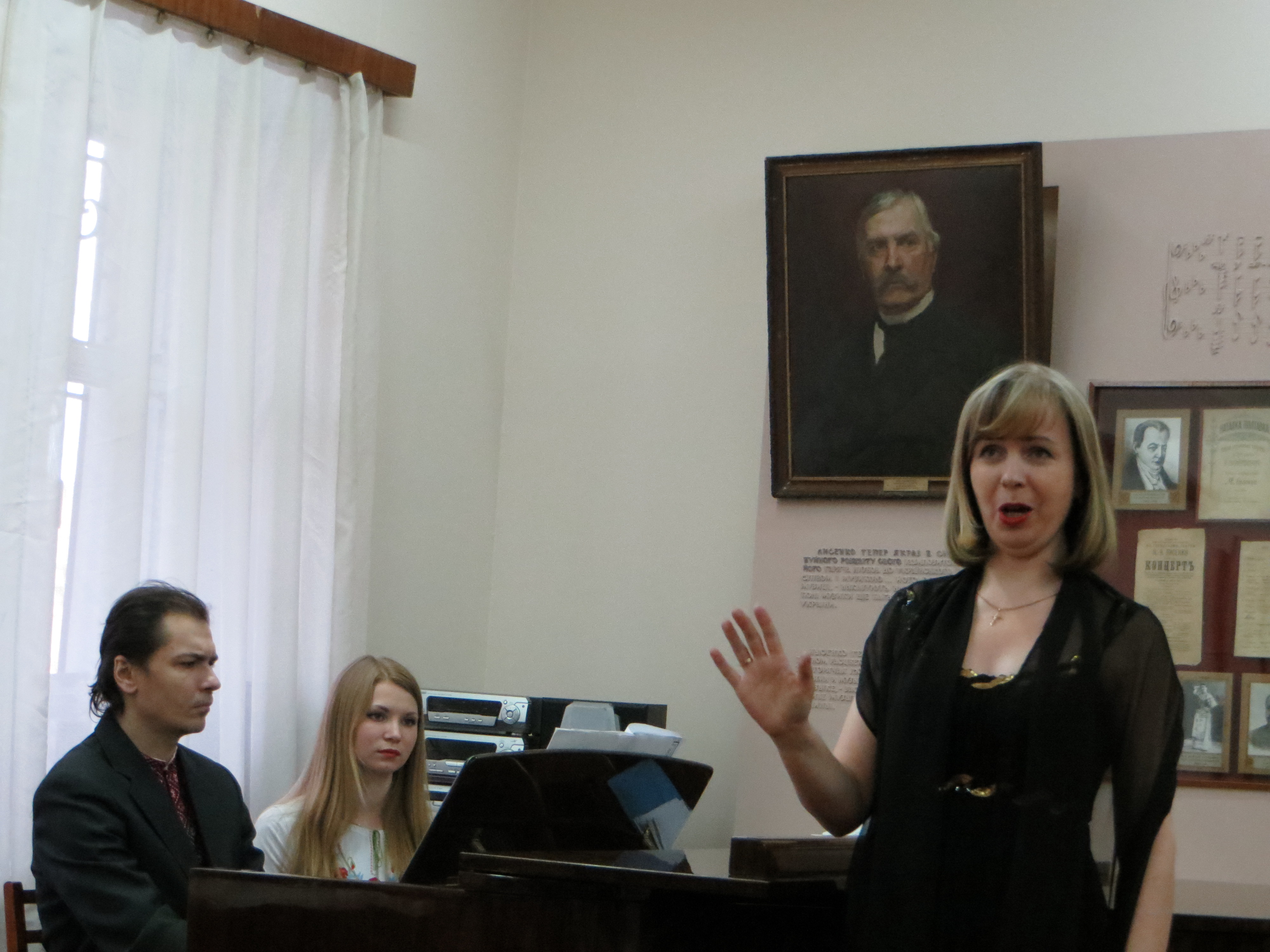
Концерт в доме-музее Николая Лысенко

Музей не только знакомит с жизнью и творчеством украинского композитора, тут также проходят концерты молодых композиторов и вокалистов.
Регулярно проходят творческие вечера, фестивали.
15 марта 2015 года в музее состоялся третий концерт из серии «Мировая классика на украинском» под названием «Николай Лысенко и его современники».
Проект «Мировая музыкальная классика — на украинском» был предложен членом ОО «Викимедиа Украина» Андреем Бондаренко в 2011 году и направлен на возрождение традиции исполнения вокальных произведений композиторов разных национальных школ в украинских переводах.
22 апреля 2015 к празднованию 105-й годовщины «Энеиды» Н.Лысенко инициаторы и участники совместного проекта Музея Николая Лысенко и Киевского института музыки им. Р.Глиэра представили слушателям наиболее яркие фрагменты этого забытого произведения.